# Курский, Дмитрий Иванович
Дми́трий Ива́нович Ку́рский (1874—1932) — первый советский генеральный прокурор, народный комиссар юстиции РСФСР, прокурор РСФСР. Один из создателей советской юстиции, основанной на «революционной необходимости».

## Биография
Родился 10 (22) октября 1874 года в Киеве в семье железнодорожного инженера-технолога.
Окончил с золотой медалью Коллегию Павла Галагана в Киеве, причём вместо медали взял деньги, которые отослал домой семье. В 1900 году окончил юридический факультет Московского университета. По окончании Московского университета поступил в московскую адвокатуру помощником присяжного поверенного.
В 1904 году вступил в РСДРП. Был активным участником Декабрьского вооружённого восстания в Москве; член Бутырского райкома РСДРП(б). С 1906 года — член Московской областного бюро РСДРП(б). Участвовал в издании ряда большевистских газет в дооктябрьский период. С 1907 года член Московского областного бюро ЦК РСДРП.
В 1909 году был арестован, но вскоре освобождён.
В 1914 году мобилизован в армию; участвовал в сражениях Первой мировой войны прапорщиком, продолжая революционную деятельность. С мая по август 1917 года — председатель Совета солдатских депутатов 4-й армии на Румынском фронте, делегат I Всероссийского Съезда Советов (июнь 1917 года). В октябре 1917 года — член Военно-революционного комитета в Одессе.
В 1918 году входил вместе с Дзержинским и Сталиным в состав комиссии по организации в Советской России разведывательных органов. С марта 1918 года — член коллегии, с августа 1918 года и до января 1928 года нарком юстиции РСФСР и одновременно первый советский прокурор. В 1919—1920 был комиссаром Всероглавштаба и Полевого штаба Красной Армии и членом Реввоенсовета РСФСР. Одновременно с декабря 1919 по январь 1920 — руководитель Регистрационного управления Полевого штаба Реввоенсовета Республики.
С 1921 года был членом Президиума ВЦИК. С 1923 — член Президиума ЦИК СССР. Делегат VIII, X—XV съездов партии. C 1923 года — член, а в 1924—1927 годах — председатель Центральной ревизионной комиссии (ЦРК) ВКП(б).
На XV съезде (1927) избран членом ЦКК ВКП(б); в 1927—1930 член ЦКК ВКП(б).
В 1928—1932 годах — полномочный представитель СССР в Италии.
Умер 20 декабря 1932 года в Москве.
До 1994 года его имя носил Саратовский юридический институт. Сейчас его имя носит улица в городе Вичуга.

## Научная деятельность
Возглавлял Институт советского права в конце 1920-х гг. Участвовал в создании первых советских законов и кодифицированных актов («О семье, браке и опеке» и др.) а также под его руководством были созданы Уголовный и Гражданский кодексы.

## Официальная причина смерти и некролог
Тов. Курский, народный комиссар юстиции в 1918—1928 гг., 5 декабря 1932 г. наколол ногтевую фалангу второго пальца правой руки. Впервые показался врачу 12 декабря. 13 декабря поступил в хирургическое отделение Кремлёвской больницы. В тот же день ему была сделана операция — множественные разрезы на пальце и кисти. 15 декабря были сделаны вторичные разрезы… больной скончался от общего заражения крови 20 декабря».
«Но не скорбеть по этому поводу, не заниматься бесплодными сетованиями должны большевики. Когда уходит из наших рядов товарищ, мы вспоминаем добрым словом то, что он сделал, минуты, которые были проведены вместе, успехи и победы, которые были завоёваны, и поражения, которые случалось пережить… и переходим к очередным делам. Ибо у нас нет времени слишком долго предаваться хотя бы дорогим воспоминаниям.
— Вестник «Советская юстиция»

## Публикации
- Курский Д.И. Избранные статьи и речи. — Гос. изд-во юрид. лит-ры, 1958. — 327 с.
- Курский Д.И. Сборник статей и материалов по брачному и семейному праву. — Юридическое изд. НКЮ РСФСР, 1926. — 223 с.
- Курский Д.И. На путях развития советского права: Статьи и речи. 1919-1926. — Юридическое изд. НКЮ РСФСР, 1927. — 118 с.
- Курский Д.И. Систематический сборник важнейших декретов: 1917-1920. — 34-я типография МГСНХ, 1920. — 268 с.
- Курский Д.И. Семья и новый быт: споры о проекте нового кодекса законов о семье и браке. — Гос. изд-во, 1926. — 30 с.
- Курский Д.И. Советская юстиция: краткий сборник статей к Съезду советов. — 1919. — 22 с.
- Курский Д.И. Семейное, брачное и опекунское право РСФСР: учебное пособие. — Юрид. изд-во НКЮ РСФСР, 1927. — 79 с.
- Курский Д.И. Избранные статьи и речи. — Юрид. изд-во, 1948. — 196 с.